# Обзор финансовой стабильности
Обзор финансовой стабильности (англ. Financial Stability Report, Financial Stability Review, Financial System Report) – специализированное информационно-аналитическое издание центральных банков, посвященное вопросам финансовой стабильности.

## Обзоры финансовой стабильности в практике центральных банков
Первым Обзор финансовой стабильности начал выпускать Банк Англии в 1996 г. Выпуски представляли собой сборники публикаций, посвященные отдельным вопросам теории и практики финансовой деятельности: культура финансового регулирования, рынок драгоценных металлов, электронные деньги, суверенные рейтинги и т. д.
Банк Англии обозначил три задачи, которые предполагалось решать посредством обзоров: 
- осмысление участниками рынка рисков, текущего регулирования и состояния финансовых рынков;
- обсуждение проблем, затрагивающих риски британской финансовой системы;
- содействие дебатам между участниками рынка, регулятором и академическими исследователями.

За Банком Англии последовали другие центральные банки: Швеции и Норвегии (1997), Австралии и Филиппин (1999). Следующие Обзоры носили более утилитарный характер и были посвящены обзору состояния финансовых рынков и финансовых посредников. В частности, в обзорах освещались темы конкурентоспособности банков, их финансовой устойчивости, характеристик рынков ключевых финансовых активов.
По мере смещения акцента в деятельности центральных банков в сторону политики по поддержанию финансовой стабильности Обзоры получили широкое распространение. Их основными издателями стали центральные банки развитых стран, а также пруденциальные агентства стран с доходами выше среднего уровня. В конце 2000-х гг. число издателей превысило шестьдесят центральных банков. Образцовыми публикациями считаются работы центральных банков Европы. С 2004 г. обзор выпускает Европейский центральный банк. ФРС США не издает Обзоры финансовой стабильности, вместо нее за издание с 2015 г. отвечает Управление финансовых исследований (Office of Financial Research) на правах независимого бюро в составе Казначейства США.
Международный валютный фонд выпускает «Отчет о глобальной финансовой стабильности», выходящий в серию «Обзоры мировой экономики и финансов». Он выходит дважды в год и содержит оценку финансовой стабильности и факторов риска, а также методологические проблемы анализа финансовой стабильности.
Табл. Обзоры финансовой стабильности ведущих центральных банков.
| Центральный банрк            | Первый год выпуска | Издание                                                                        |
| ---------------------------- | ------------------ | ------------------------------------------------------------------------------ |
| Банк Англии                  | 1996               | Financial Stability Review (1996—2005) Financial Stability Report (2006—н. в.) |
| Банк Канады                  | 2002               | Financial System Review                                                        |
| Немецкий Бундесбанк          | 2003               | Financial Stability Review                                                     |
| Национальный банк Швейцарии  | 2003               | Financial Stability Report                                                     |
| Европейский центральный банк | 2004               | Financial Stability Review                                                     |
| Банк Японии                  | 2005               | Financial System Report                                                        |
| Банк Франции                 | 2006               | Financial Stability Review                                                     |
| Банк Италии                  | 2010               | Financial Stability Report                                                     |
| Казначейство США             | 2015               | Financial Stability Report                                                     |

## Характеристики Обзоров финансовой стабильности
Хотя денежные власти издают большое число обзоров (годовые отчеты о деятельности, квартальные отчеты по денежно-кредитной политике, обзоры о развитии финансовой системы, о банковском регулировании и надзоре, ежемесячные статистические бюллетени и др.), отличительными чертами Обзора финансовой стабильности являются: 
- акцент на системных рисках,
- предложения по регулированию и снижению финансовых рисков,
- оценка состояния финансовой системы как агрегированного целого.

Назначение Обзора определяет структуру издания и порядок его представления широкой общественности. Обзоры издаются ежегодно или раз в полгода. Основной целью выпуска обзора является содействие финансовой стабильности. Для достижения указанной цели обзор преследует несколько задач: 
- снижение системных рисков
  - улучшение понимания и оценки текущих системных рисков со стороны участников рынка,
  - оповещение участников рынка о возможных коллективных последствиях их индивидуальных инвестиционных решений,
  - организация диалога с участниками рынка о системных рисках,
  - уменьшение информационной асимметрии между регулятором и рынком,
- представление текущей ситуации со стороны центрального банка
  - публикация вероятностных оценок будущего развития событий и устойчивости финансового сектора,
  - содействие эффективной коммуникационной политике и публичной подотчетности центрального банка.

## Обзор финансовой стабильности Банка России
Статья 45.1 Федерального закон "О Центральном банке Российской Федерации (Банке России)" от 10.07.2002 № 86-ФЗ требует, чтобы Банк России во взаимодействии с Правительством разрабатывал и проводил политику развития и обеспечения стабильности функционирования финансового рынка Российской Федерации. Согласно той же статье Обзор финансовой стабильности является обязательным изданием. Банк России должен его публиковать не менее двух раз в год.
Банк России приступил к выпуску Обзоров в числе первых центральных банков. Первое издание опубликовано по итогам 2001 года. Издание готовит Департамент финансовой стабильности в сотрудничестве с другими подразделениями Банка России. Типовой обзор содержит анализ и оценку рисков глобальной экономики и мировых финансовых рынков, системных рисков банковского сектора и сектора некредитных финансовых организаций (прежде всего, страховых компаний и НПФ), а также обсуждение мер макропруденциальной политики денежных властей и текущих мер макропруденциальной политики в зарубежных странах.
Каждый выпуск Обзора обсуждается с макроэкономистами и финансовыми аналитиками, а также презентуется СМИ. Обзоры находятся в открыто доступе.